# Cervara di Roma
Cervara di Roma ist eine italienische Gemeinde in der Metropolitanstadt Rom in der Region Latium mit 464 Einwohnern (Stand 31. Dezember 2023).
|  |

## Geographie
Cervara liegt 68 km nordöstlich von Rom, 78 km südwestlich von L’Aquila und 13 km nördlich von Subiaco. Es befindet sich im Regionalpark der Monti Simbruini, oberhalb des Tals des Aniene. Cervara ist mit 1053 m ü. M. das höchstgelegene Dorf der Metropolitanstadt Rom. In seiner Eigenwerbung bezeichnet es sich als „drei Meter über dem Himmel“ liegend. Der Ort gruppiert sich mit steilen Gassen, die nicht mit Autos befahrbar sind, um eine Burgruine auf dem Gipfel eines Bergkegels. Besucher müssen einen Parkplatz unterhalb Cervaras anfahren und den Ortseingang über eine lange Treppe erklimmen. Der Ort bietet zahlreiche Panoramablicke in die umgebende Bergwelt.
Cervara ist Mitglied der Comunità Montana Valle dell’Aniene.
Die Gemeinde liegt in der Erdbebenzone 2 (mittel gefährdet).

### Verkehr
Die nächste Autobahnauffahrt ist Mandela an der A24, Autostrada dei Parchi von Rom nach Teramo in 25 km Entfernung. Der nächste Bahnhof liegt in Roviano an der Strecke Rom–Avezzano in 17 km Entfernung.

## Geschichte

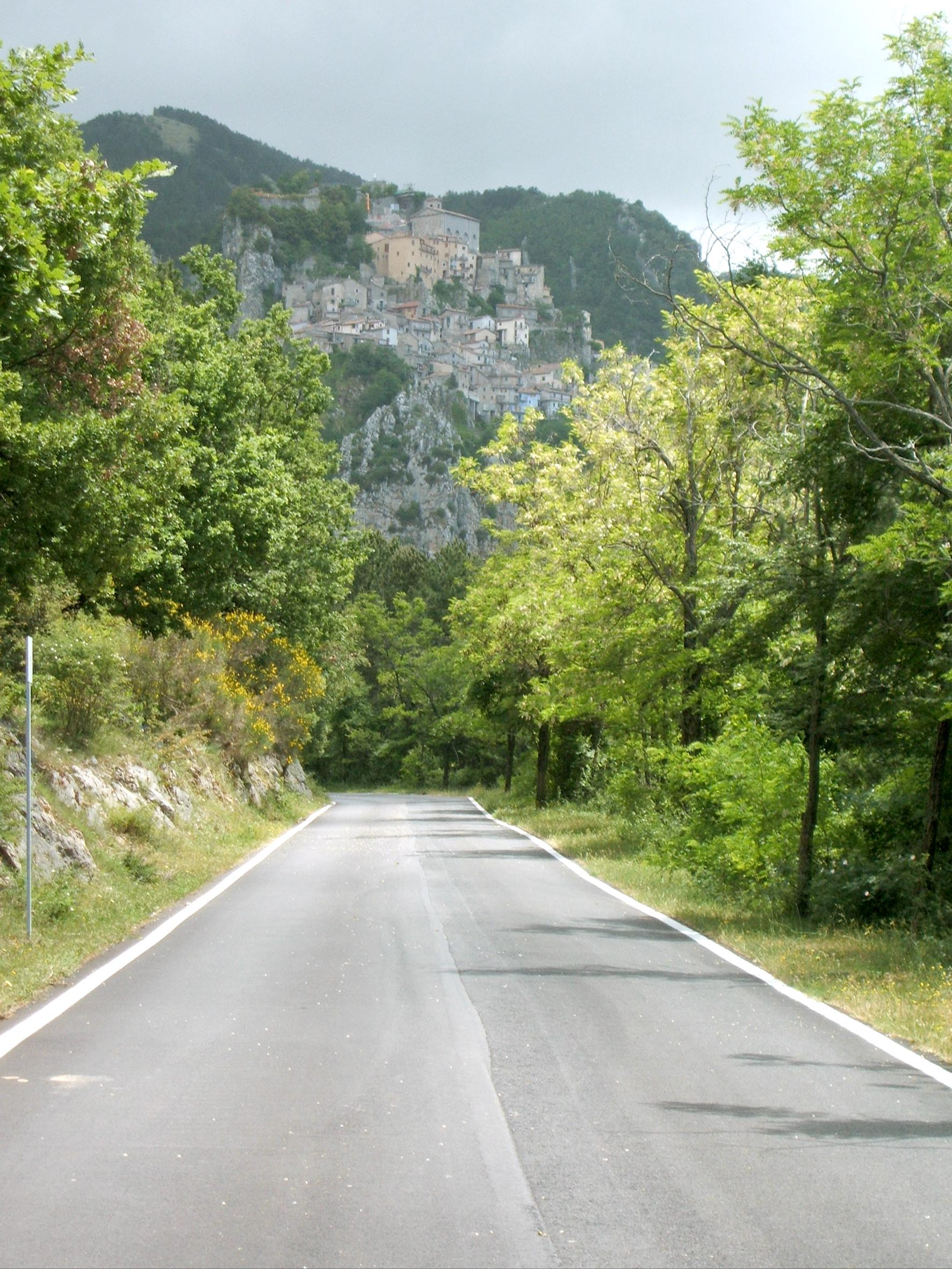
Blick auf Cervara, Latium

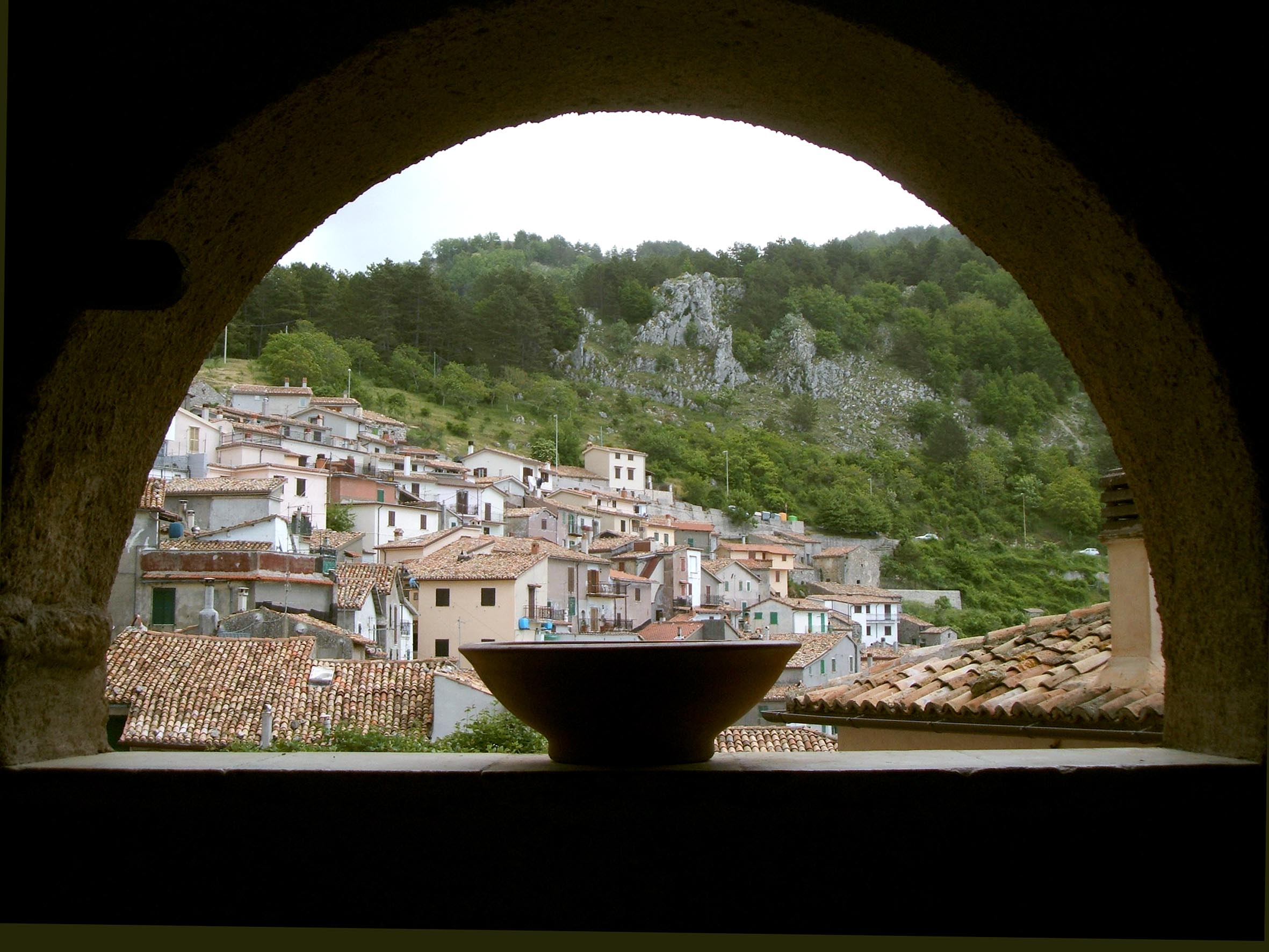
Ortszentrum vom Rathaus aus

883 wurde Cervara das erste Mal erwähnt. Zwischen 1115 und 1121 errichteten die Mönche des Klosters Santa Scolastica bei Subiaco hier eine Burg als Teil einer Verteidigungskette gegen die Sarazenen. 1508 wurde die Burg als Residenz des Abtes Pompeo Colonna erneuert. Um die Burg entwickelte sich das Dorf. Mit der Entmachtung der Klöster in Subiaco ab dem 18. Jahrhundert verfiel die Burg.
1991 wurde Cervara von der Zeitschrift Airone zum „Villaggio ideale d’Italia“, dem italienischen Idealdorf gewählt.

## Kultur
1986 wurde auf Anregung von Vincenzo Bianchi, Kunsthistoriker aus Florenz, die „Scalinata degli Artisti“, die Künstlertreppe, ins Leben gerufen. Seither haben zahlreiche Künstler entlang der Treppe zum Ort und in seinen Gassen Skulpturen und Mosaiken geschaffen.

## Bevölkerungsentwicklung
Durch Abwanderung in die Großstädte nimmt die Einwohnerzahl seit etwa 100 Jahren kontinuierlich ab.
| Jahr      | 1881 | 1901 | 1921 | 1936 | 1951 | 1971 | 1991 | 2001 | 2011 |
| Einwohner | 1396 | 1541 | 1315 | 1028 | 846  | 578  | 495  | 471  | 474  |

Quelle ISTAT

## Politik
Adriano Alivernini (Lista Civica: Cervara Rinasce) wurde am 10. Juni 2018 zum neuen Bürgermeister gewählt.

### Wappen
Auf blauem Schild ein Hirsch in natürlichen Farben über drei grünen Bergen. Es handelt sich um ein redendes Wappen, da der Name „Cervara“ von den Hirschen (ital. = Cervi) abgeleitet ist, die in der Gegend häufig vorkamen.

## Persönlichkeiten in Cervara
Zahlreiche Künstler hielten sich eine Zeitlang in Cervara auf um sich von der wilden Natur inspirieren zu lassen, darunter die Maler Eduard Bäumer und Oskar Kokoschka.
1831 verbrachte Samuel F. B. Morse, Erfinder des Morsealphabets, einen Sommer in Cervara.